# ナルシエフ
ナルシエフ（パフラヴィー語: 𐭭𐭥𐭮𐭧𐭩 Narseh; 漢語: 泥涅師）は、唐帝国のペルシア人将軍。ムスリムの侵攻により滅亡したサーサーン朝最後の君主ヤズデギルド3世の孫にあたり、唐に亡命したペーローズ3世の息子である。

## 生涯
679年、裴行倹のペルシア遠征に同行したが、途中で置き去りにされた。以降ナルシエフは30年近くにわたりトハリスタンに留まってアラブ人と戦い続けたが、707年に長安に帰り、そこで病を得て死去するまで過ごした。ナルシエフの子女たちは唐の貴族と結婚した。
唐にはナルシエフやペーローズ3世をはじめ数多くのサーサーン朝要人が亡命していたが、710年にナルシエフの叔父バハラーム7世が死去し、その息子ホスロー6世が729年にソグド人やテュルク人とともにKamarja包囲戦に参加してアラブ人と戦ったことが知られているのを最後に、ヤズデギルド3世の直系子孫の記録は見られなくなった。